# Szumenu
Szumenu (s[w]mnw) ókori egyiptomi település volt Felső-Egyiptomban, a mai Luxor kormányzóság területén. A középbirodalom elején itt állt Szobek krokodilisten legjelentősebb szentélye.

## Története
| G38 · G38 · G38 | niwt |

| G38 · G38 · G38 | niwt |

| z · mn | n · t · niwt |

| z · mn | n · t · niwt |

| z · mn · n | t · niwt |

| z · mn · n | t · niwt |

Szumenu legkorábbi említése a XI. dinasztia korára datálódik, amikor több helyen előfordul „Szobek, Szumenu ura” – ez arra utal, ebben az időben már állt itt temploma az istennek. Jean Yoyotte felvetése szerint Szobek kultuszának középbirodalmi virágzása a XII. dinasztia thébai eredetének tudható be, nem pedig annak, hogy érdeklődtek volna a Fajjúm környéke iránt, amellyel Szobeket később összefüggésbe hozták; valójában a Középbirodalom idején elég gyakran említik a szumenui Szobeket, és csak III. Amenemhat uralkodása alatt kezdett hanyatlani ez a kultusz a sedeti Szobek kultuszával szemben (Sedet, amelyet a görögök Krokodeilónpolisz (Κροκοδείλων πόλις) néven ismertek, a Fajjúm északi részén volt található).
Szobek temploma az újbirodalom idején is állt még; a XVIII. dinasztia több uralkodója rendelt el itt munkálatokat. Ezt követően fokozatosan veszített jelentőségéből; i. e. 88 után a templomot lerombolták, építőanyagát újrahasznosították a közeli város (mai nevén El-Tod) építésénél.
A modern korban a város pontos helye sokáig azonosítatlan maradt – feltételezték azonosságát Gebeleinnel, illetve Gaston Maspero elmélete szerint Rizeikattal is. Az 1960-as évek végén folytatott régészeti ásatások alapján bizonyosan kijelenthető, hogy a mai Al-Mahamid al-Kiblija város helyén állt, Armant és Gebelein között.
Majdnem teljesen biztos, hogy Szumenu azonos az Iumitru néven ismert településsel, amelyet a görögök szintén Krokodeilónpoliszként ismertek, de nem volt azonos a fajjúmi Krokodeilónpolisszal. Erről Sztrabón említi Geógraphikáfában, hogy Hermonthisz (Armant) és Aphroditopolisz (Gebelein) között állt. Úgy tűnik, a Szumenu név a templom helyét, míg az Iumitru/Krokodeilónpolisz az egész várost jelölte, később pedig a Szumenu név feledésbe merült.

## Fordítás
- Ez a szócikk részben vagy egészben  a   Sumenu című angol Wikipédia-szócikk ezen változatának fordításán alapul.  Az eredeti cikk szerkesztőit annak laptörténete sorolja fel. Ez a jelzés csupán a megfogalmazás eredetét és a szerzői jogokat jelzi, nem szolgál a cikkben szereplő információk forrásmegjelöléseként.